# Danny Thompson
Danny Thompson, geboren als Daniel Henry Edward Thompson (Teignmouth, 4 april 1939), is een Britse jazzcontrabassist, die heeft samen gespeeld met een veelvoud bekende folk- en rockmuzikanten.

## Biografie
Nadat zijn vader tijdens de Tweede Wereldoorlog was overleden, verhuisde hij op 6-jarige leeftijd met zijn familie naar Londen. Op zijn school speelde hij voetbal en had les in gitaar, mandoline, trompet en trombone. Uiteindelijk specialiseerde hij zich op de contrabas.
Aan het begin van zijn carrière ging zijn hoofdinteresse uit naar de jazz. Hij speelde een poos in de band van de Britse jazzsaxofonist Tubby Hayes. In 1964 sloot hij zich aan bij Blues Incorporated van Alexis Korner, waarbij hij drie jaar bleef. In 1967 verliet hij samen met drummer Terry Cox Korners band om zich aan te sluiten bij de folkjazzband Pentangle. Daarnaast had hij een trio met gitarist John McLaughlin en de houtblazer Tony Roberts. 
Verder begon Thompson ook als sessiemuzikant te werken voor diverse bands en muzikanten, waaronder Donovan, The Incredible String Band, Tim Buckley, Davey Graham, Nick Drake, Michael Chapman, Harold McNair, Joe McDonald, Mary Hopkin, Rod Stewart, Stefan Grossman, John Martyn, Tom Paxton, Magna Charta, Sandy Denny en Ralph McTell, zelfs met T. Rex. Nadat Pentangle in 1973 was ontbonden, intensiveerde hij dit werk. Hij begeleidde verder John Martyn, maar ook Donovan, Maddy Prior, Julie Felix, Bert Jansch, John Renbourn en Kate Bush. Toen Pentangle in 1984 een reünie startte, was hij ook weer van de partij, maar keerde de band in 1986 weer de rug toe. In 1987 bracht Thompson dan zijn solodebuut Whatever uit, waarop in 1989 Whatever Next volgde. Tijdens de jaren 1990 begon hij met (geen familie) Richard Thompson te toeren en nam hij in 1998 samen met Peter Knight een album op.
Hij werkte ook met ABC, Tasmin Archer, Kevin Ayers, Blind Boys Of Alabama, Billy Bragg, Stephan Eicher, Everything but the Girl, Peter Gabriel, Yusuf Islam, Ketama & Toumani Diabaté, Peter Knight, Richie Kotzen, Dagmar Krause, Tom Robinson, David Sylvian, Talk Talk, The The, Hannes Wader, Loudon Wainwright III en Paul Weller.

## Discografie
- 1967: Live 1967 (Danny Thompson Trio; uitgebracht in 1999 bij Resurgent)
- 1987: Whatever (Hannibal)
- 1989: Whatever's Next (1989 bij Antilles Records)
- 1990: Elemental (Antilles Records)
- 1995: Live at Crawley 1993 (met Richard Thompson bij Flypaper)
- 1996: Singing the Storm (met June Tabor en Savourna Stevenson bij Cooking Vinyl)
- 1998: Peter Knight & Danny Thompson (met Peter Knight bij Resurgent)
- 1998: Whatever's Best (Resurgent)
- 2012: Connected

- Bibsys: 5040655
- Bibliothèque nationale de France: cb13931213w (data)
- Gemeinsame Normdatei: 134539370
- International Standard Name Identifier: 0000 0001 1490 0577
- Library of Congress Control Number: n93054959
- MusicBrainz: 0cd5e16e-a6ab-43af-8d75-158b3b561f6e
- Nationale Bibliotheek van Tsjechië: xx0067183
- Nederlandse Thesaurus van Auteursnamen: 073928267
- Réseau des bibliothèques de Suisse occidentale: 02-A026656062
- SNAC: w6hk24b7
- Virtual International Authority File: 59145970220832251709